# 청춘 익스프레스
《청춘 익스프레스》는 대한민국의 KBS에 방송되었던 예능 프로그램이다.

## 기획 의도
연예인들이 직접 이사현장을 찾아가는 '리얼 버라이어티'와 비밀스러운 이삿짐센터를 소재로 한 '시트콤'이 결합된 신개념 예능 프로그램이다.

## 방송 시간
- 2015년 10월 31일 ~ 2015년 11월 14일 : 매주 토요일 밤 10시 35분 ~ 11시 55분

## 출연진
- 신구
- 윤다훈
- 김뢰하
- 김성규
- 유민상
- 수빈
- 권수현
- 김숙
- 손진영
- 박재민
- 이영유

## 제작진
- 작가 : 최우영, 이은실, 이수정, 박인해 외
- 연출 : 박건영, 이승문, 최승현, 장민석 외